# Полісома
Полірибосома (або полісома чи ергосома, інформосома ) — група рибосом, нанизані на молекулу мРНК, як «намистинки» на «нитці».  Полісома складається з комплексу молекули мРНК і двох або більше рибосом, які сприяють трансляції мРНК у поліпептиди . Спочатку «ергосоми» були відкриті в 1963 році, далі їх охарактеризували Джонатан Уорнер, Пол М. Нопф  і Алекс Річ .
Полісоми утворюються під час фази елонгації, коли рибосоми та фактори елонгації синтезують кодований поліпептид. Кілька рибосом рухаються вздовж кодуючої області мРНК, створюючи полісому. Здатність кількох рибосом функціонувати на молекулі мРНК пояснює обмежену кількість мРНК у клітині.  Структура полірибосоми відрізняється між прокаріотичними полісомами, еукаріотичними полісомами та мембраннозв'язуючими полісомами.  Полісомну активність можна використовувати для вимірювання рівня експресії генів за допомогою методики, яка називається полісомним профілюванням. 
Технології електронної мікроскопії, такі як фарбування,  затемлення металу  та надтонкі зрізи клітин, були первинними способами визначення структури полісом. Розвиток методів кріоелектронної мікроскопії дозволив збільшити роздільну здатність зображення, що призвело до більш точного методу визначення структури. Різні структурні конфігурації полірибосом можуть відображати різноманітність трансляції мРНК. Дослідження співвідношення полірибосомної форми виявило, що після кількох циклів трансляції було виявлено велику кількість круглих і зигзагоподібних полісом. Більш тривалий період трансляції викликав утворення щільно упакованих 3-D спіральних полісом.  Різні клітини виробляють різні структури полісом.

### Прокаріотичні
Було виявлено, що бактеріальні полісоми  утворюють дворядні структури. У цій конформації рибосоми контактують одна з одною через менші субодиниці. Ці дворядні структури зазвичай мають «синусоїдальну» (зигзагоподібну) або тривимірну спіральну траєкторію. На «синусоїдальному» шляху існує два типи контакту між малими субодиницями — «зверху до верху» або «зверху донизу». У тривимірному спіральному шляху спостерігається лише контакт «згори вверх». 
Полісоми присутні в археях, але про їх структуру відомо небагато. 

### Еукаріотичні

#### in situ
Дослідження in situ (у клітині) показали, що еукаріотичні полісоми мають лінійну конфігурацію. Було виявлено щільно упаковані тривимірні спіралі та плоскі дворядні полісоми зі змінною упаковкою, включаючи контакти «верх-до-верху», подібні до прокаріотичних полісом. Еукаріотичні 3-D полірибосоми схожі з прокаріотичними 3-D полірибосомами, адже вони є «щільно упакованими лівими спіралями з чотирма рибосомами на поворот». Ця щільна упаковка може визначити їхню функцію як регуляторів трансляції, при цьому тривимірні полірибосоми можна знайти в клітинах саркоми за допомогою флуоресцентної мікроскопії. 

#### in vitro
Атомно-силова мікроскопія, яка використовується в дослідженнях in vitro, показала, що кільцеві еукаріотичні полісоми можуть утворюватися вільною поліаденільованою мРНК у присутності фактора ініціації eIF4E, зв’язаного з 5'-кепом, і PABP, зв’язаного з 3'-полі(A) хвостом. Однак ця взаємодія між кепкою та полі(А)-хвостом, опосередкована білковим комплексом, не є унікальним способом циркуляції полісомної мРНК. Було виявлено, що топологічно кільцеві полірибосоми можуть бути успішно сформовані в трансляційній системі з мРНК без кепу та без полі(А) хвоста, а також кепованої мРНК без 3'-полі(А) хвоста. 

### Мембраннозв'язані
Полірибосоми, зв’язані з мембранами, обмежені двовимірним простором, заданим поверхнею мембрани. Обмеження міжрибосомних контактів викликає конфігурацію округлої форми, яка розташовує рибосоми вздовж мРНК так, що сайти входу та виходу утворюють плавний шлях. Кожна рибосома повернена відносно попередньої, нагадуючи плоску спіраль. 

## Профілювання полісом
Профілювання полісом — це техніка, яка використовує циклогексимид для зупинки трансляції та градієнт сахарози для відділення отриманого клітинного екстракту шляхом центрифугування.  Асоційовані з рибосомами мРНК мігрують швидше, ніж вільні мРНК, а мРНК, пов’язані з полісомами- швидше, ніж мРНК, пов’язані з рибосомами. Кілька піків, що відповідають мРНК, виявляються шляхом вимірювання загального білка по градієнту. Відповідна мРНК пов'язана зі збільшенням кількості рибосом у вигляді полісом. Наявність мРНК поперек градієнта показує трансляцію мРНК. Профілювання полісом оптимально застосовують до культивованих клітин і тканин для відстеження статусу трансляції ідентифікованої мРНК, а також для вимірювання щільності рибосом.  Ця методика була використана для порівняння статусу трансляції мРНК у різних типах клітин.
Наприклад, полісомне профілювання використовувалося в дослідженні для вивчення впливу вірусу везикулярного стоматиту (VSV) на клітини ссавців.  Дані полісомного профілювання показали, що мРНК хазяїна витісняються мРНК вірусу для полісом, отже, трансляція мРНК господаря зменшується, а трансляція мРНК вірусу збільшується. 
Аналіз профілю полісом особливо добре відомий у дослідженні трансляції дріжджів; однак метод можна легко модифікувати для клітин бактерій, рослин і клітин ссавців, а також для безклітинних клітин, здатних до трансляції. Загальне використання полісомного аналізу може бути додатково розширене шляхом збору фракцій із градієнтів сахарози з подальшим використанням низки застосувань, включаючи вестерн-блот з використанням хемілюмінесцентних субстратів і нозерн-блот для аналізу мРНК і зайнятості фактора ініціації на малу рибосомну субодиницю, а також qRT-PCR і аналіз мікрочипів для моніторингу відмінностей у здатності до трансляції («силі») різних мРНК під обрані умови. Найбільш широко використовуваним стабілізуючим реагентом, що використовується для запобігання полісомального витоку, є антибіотик циклогексимид, який зв’язує субодиницю 60 S у рибосомі, що транслює 80 S, і блокує подовження трансляції, запобігаючи вивільненню деацильованої тРНК із сайту E рибосоми після транслокації. Нещодавно розробили альтернативну техніку, яка використовує формальдегід як реагент для зшивання для фіксації рибосом на мРНК у живих дріжджових клітинах.
Швидкість трансляції зазвичай виражається як співвідношення полісом до моносом (P/M), яке, теоретично, зменшується з дефектами ініціації трансляції та збільшується з дефектами елонгації. У першому випадку втрата полісом призводить до супутнього збільшення кількості вільних 80 S рибосом, що спостерігається як моносомний пік у полісомному профілі.

Фракцію вакантних рибосом 80 S без мРНК можна відрізнити від моносом, пов’язаних з мРНК, на основі диференціальної чутливості до високих концентрацій солі. Рибосома 80 S дисоціює на окремі субодиниці при високих концентраціях солі (наприклад, 0,7 М KCl), лише якщо вони не пов’язані з мРНК. Визначення співвідношення P/M може не мати справжнього предикативного значення в тих випадках, коли конкретний мутант викликає накопичення вільних рибосомальних субодиниць, наприклад, як наслідок дефекту в біогенезі рибосом. Останній дефект можна чітко встановити, провівши екстракти цілих клітин, приготовані в буфері для руйнування без будь-якого стабілізуючого агента та іонів Mg2+. У цьому протоколі ми описуємо звичайний аналіз профілю полісом, розроблений для дріжджових клітин із використанням циклогексимиду як стабілізуючого агента.